# Tanzan-Schrein

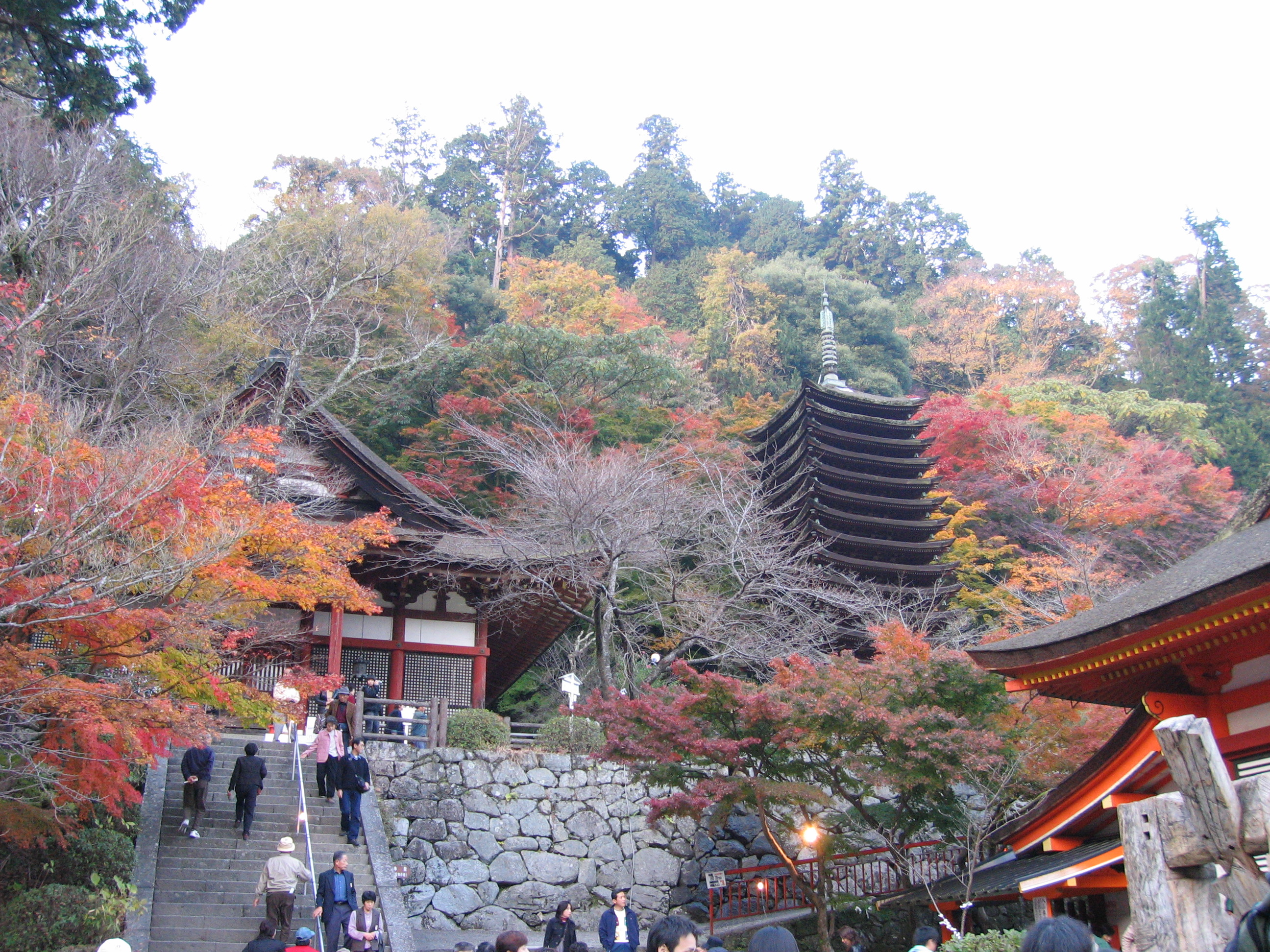
Der Tanzan-Schrein

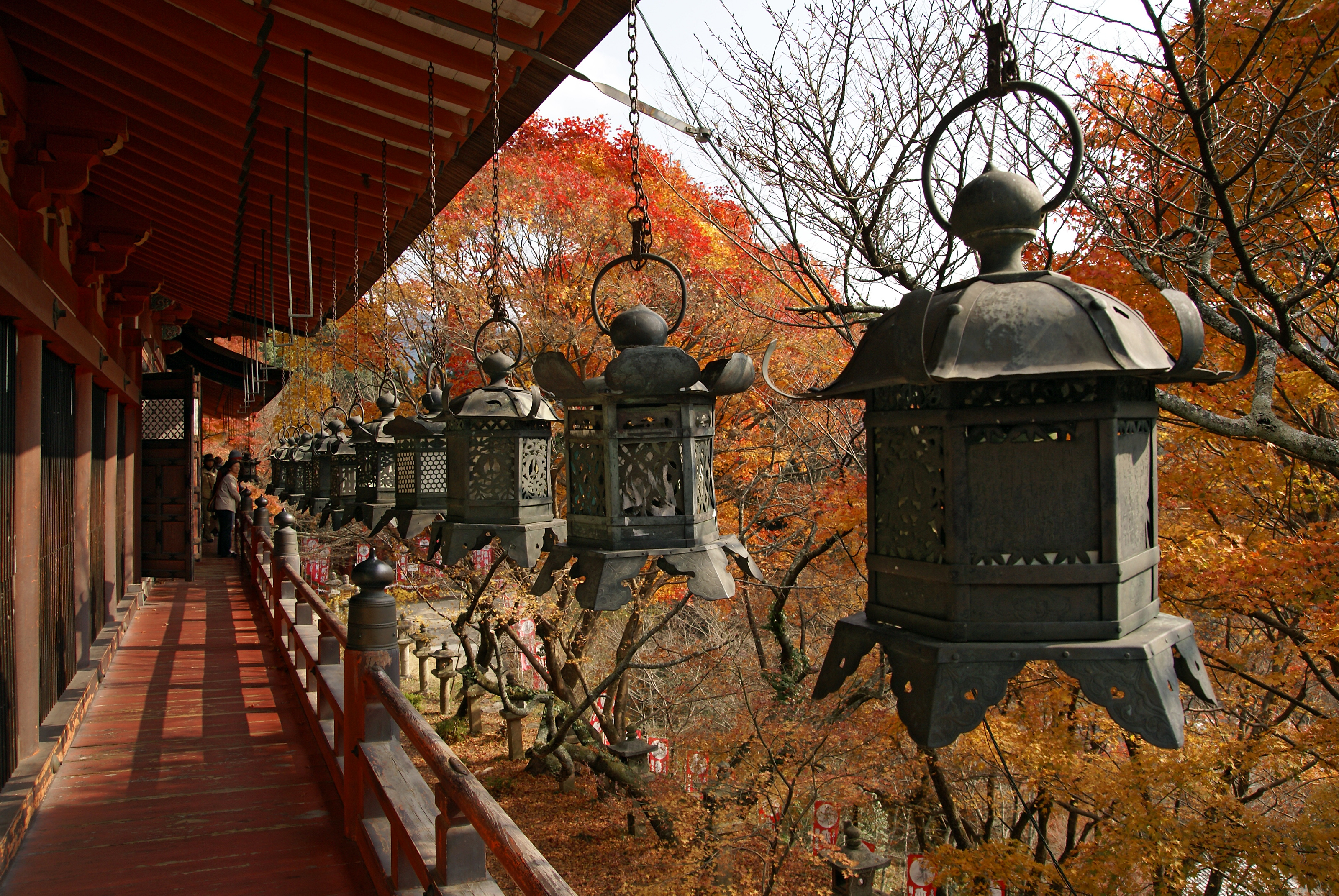
Der Tanzan-Schrein

Der Tanzan-Schrein (jap. 談山神社, Tanzan-jinja) liegt bei Sakurai in der japanischen Präfektur Nara im Wald des Berges Tonomine. Dies ist der in Japan berühmte Platz, wo 645 n. Chr. Fujiwara no Kamatari, der hier beigesetzt ist, sich mit Tennō Tenji getroffen hat, um den Plan zum Sturz von Soga no Iruka auszuarbeiten. Der Schrein wurde für Kamataris Sohn Fujiwara no Fuhito gebaut. Der Honden ist der mit prächtigen Ornamenten verzierte Hauptschrein, der die Statue von Fujiwara no Kamatari beherbergt.

## Wichtige Feste
- 11. Oktober: Kakitsu-Fest
- 3. Sonntag im Oktober: Kemari Matsuri (Ballkicken); Das Fest verdankt die Existenz der Tatsache, dass sich der Tenno Tenji und Fujiwara no Kamatari zum Ballkicken getroffen haben, um die Umsturzpläne gegen den Soga-Clan zu schmieden. Die Teilnehmer des Spiels sind traditionell in der alten Hofkleidung gekleidet und versuchen mit den Füßen zu verhindern, dass der Ball den Boden berührt.